# Kloster Sainte-Marie d’en-Haut

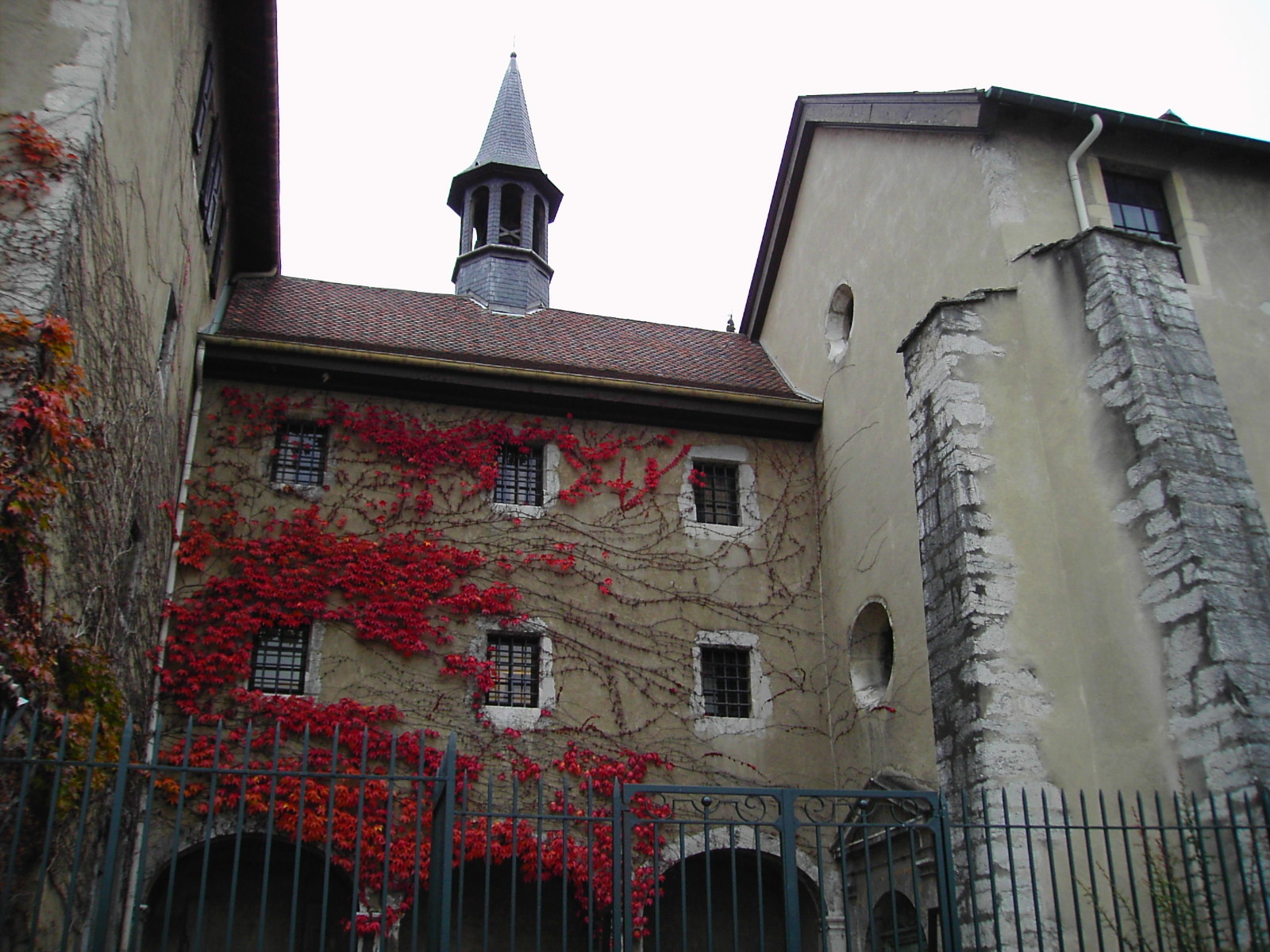
Der Eingang des Klosters

Das Kloster Sainte-Marie d’en-Haut ist eine ehemalige Klosteranlage in der Rue Maurice-Gignoux in Grenoble. Gegründet wurde es von dem Orden von der Heimsuchung Mariens und beherbergt heute das Musée dauphinois.

## Situation
Das Kloster Sainte-Marie d’en-haut befindet sich in Grenoble im Viertel von Saint-Laurent im Vorgebirge des Mont Rachais, der Chartreuse. Sie ist zugänglich über die Rue Maurice-Gignoux oder dem Montée de Chalemont am Beginn des Schlangen- und Löwenbrunnens.

## Geschichte

### Gründung

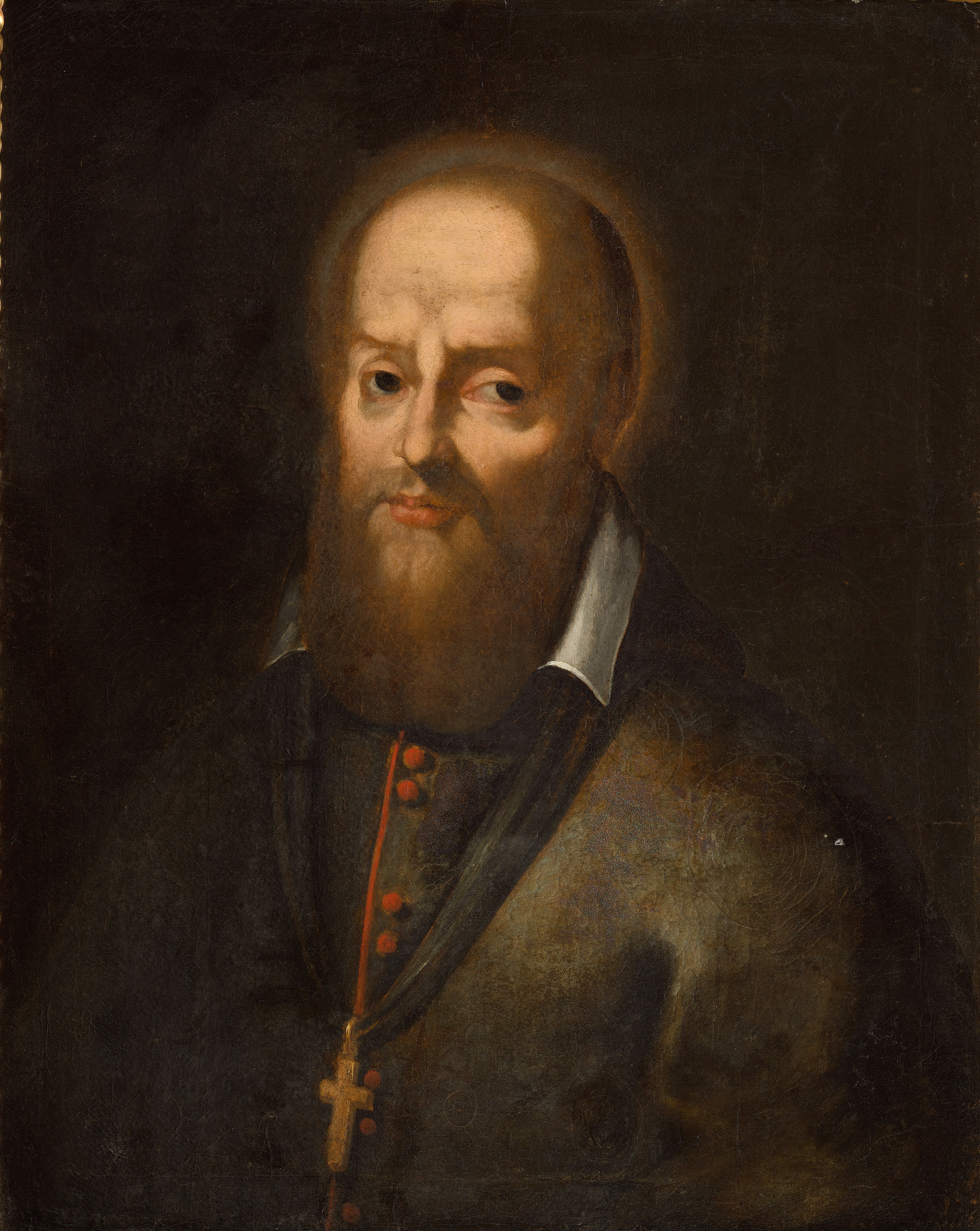

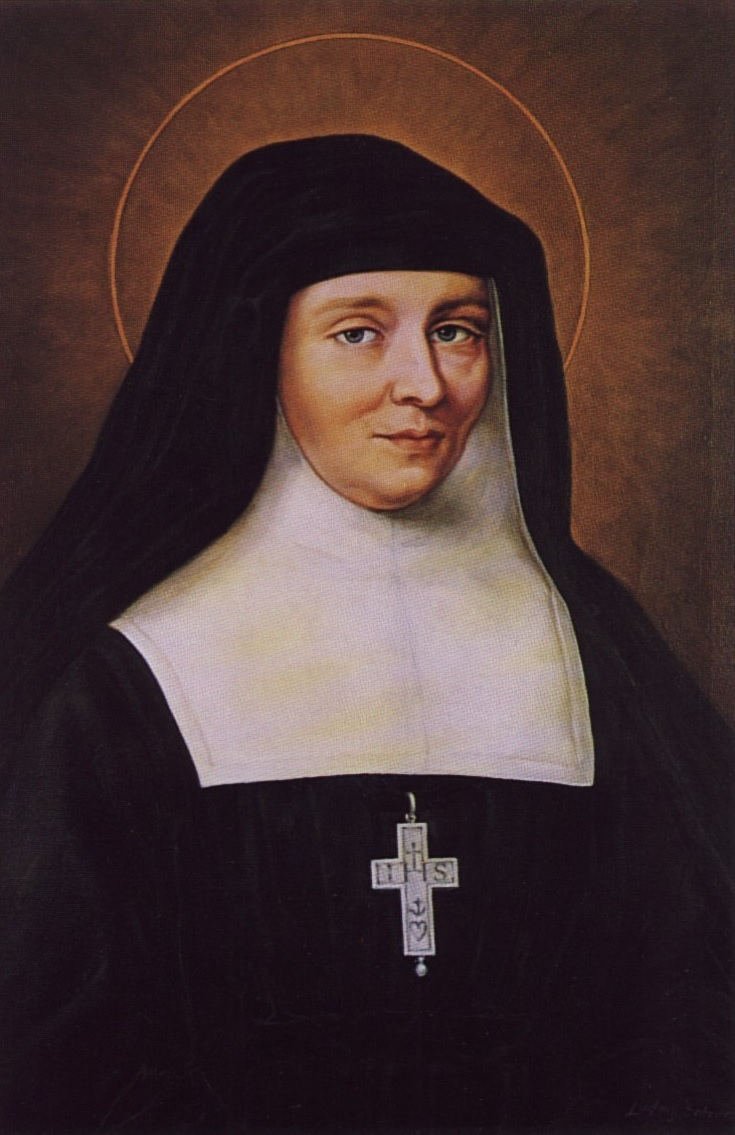

Die Klosteranlage des Ordens von der Heimsuchung Mariens wurde gegründet im religiösen Klima der Gegenreform des 17. Jahrhunderts. Diese Kongregation, die Frauen vorbehalten war, wurde 1610 von Franz von Sales und Johanna Franziska von Chantal gegründet. Sie errichteten ihr viertes Haus in Grenoble und gaben ihm den Namen Kloster Sainte-Marie-d’en-Haut.
Die Arbeiten der Befestigung des Hügels mit der Bastille Grenoble aus der rechten Uferseite der Isère wurde drei Monate vorher vom Herzog von Lesdiguières fertiggestellt. Der erste Stein des Klosters wurde am Abhang dieses Hügels am 21. Oktober 1619 in Anwesenheit von Bischof Alphonse de La Croix de Chevrières und der jungen gerade frisch mit dem Erbprinzen von Savoyen verheirateten Christina von Frankreich gelegt. Architekt war Alexandre Coulliout, der für die Konstruktion verantwortlich war. Die Arbeiten fanden bis in den Herbst 1621 entlang des Anstiegs von Chalemont statt. Die ersten Schwestern kamen noch im selben Jahr. Mitte des 18. Jahrhunderts wurde das Kloster von fast 70 Geistlichen bewohnt.

### Veränderte Bestimmung
Das Kloster musste im Verlauf der Jahrhunderte eine Folge von diversen Besetzungen kennen lernen. In der Revolution wurden die Visitandinnen zerstreut. Das Kloster wurde zum Nationalgut und wurde zum Gefängnis für Personen mit antirevolutionären Ideen transformiert: 140 Personen wurden eingesperrt, davon einige lokale Persönlichkeiten wie Cherubin Beyle, der Vater von Stendhal, der Anwalt Antoine Barnave, der Ebeniste Jean-Francois Hache, der Baron Laurent-César de Chaléon de Chambrier de Châteauneuf, der Jurist Claude Sébastien Bourguignon, Karthäusermönche oder fahnenflüchtige Priester.
Im Jahr 1804 kamen Geistliche des Ordens der Congrégation du Sacré-Cœur geleitet von Philippine Rose Duchesne siedelten sich hier an und widmeten ihre Zeit dem Unterricht junger Mädchen: Sie empfingen bis zu 60 Schülerinnen. Philippine Duchesne verließ den Konvent im Jahr 1815 um in Nordamerika neue Häuser der Congrégation du Sacré-Cœur zu gründen. Die übrigen Geistlichen der Congrégation du Sacré-Cœur blieben bis 1832. Im folgenden Jahr eröffneten die Rosminianer-Schwestern der Göttlichen Vorsehung eine Schule zur Primarunterweisung.
Am 1. Dezember 1851 kamen Ursulinen ins Kloster. Sie leiteten Restaurierungsmaßnahmen ein und dann boten sie Bildung für junge Mädchen aus guten Familien an. Im April 1905 wurden sie zur Räumung gezwungen, ihr Mobiliar wurde bei einer Versteigerung am 16. April 1905 veräußert. Die Gebäude wurden der Stadt Grenoble im August zugesprochen, dann wurde die Armee dort untergebracht (425 Männer von 1906 bis 1920). Die Stadt hatte Platzprobleme bei der Unterbringung und nutzt das Kloster als provisorische Unterkunft für 150 italienische Familien unter schwierigen hygienischen Bedingungen: das Kloster war im Gesamten in einem jämmerlihcen Zustand, die einzige Annehmlichkeit war der Brunnen im Hof.
Während des Zweiten Weltkriegs, Grenoble war unter einer Besatzung, nutzte der Widerstand das Kloster, um hier sichere Verstecke zu finden, Versammlungen abzuhalten und Flugblätter zu drucken. Die in den Gebäuden wohnenden italienischen Familien wurden von der Stadt Ende der 50er Jahre umgesiedelt. Studenten der Architekturschule von Grenoble bewohnten einige Jahre den Ort.
Unter dem Mandat von Hubert Dubedout und unter der Perspektive der Olympischen Winterspiele von 1968 unternahm man die Restaurierung des Konvents. Schließlich wurde das Musée Dauphinois, das am 3. Februar 1968 durch den Kulturminister André Malraux eröffnet wurde, eingerichtet.

## Architektur

### Kapelle der Heimsuchung Mariä
Das Kloster Sainte-Marie d’en-Haut bewahrte sich seine wesentlichen Form. Es verblieben der Kreuzgang, der Chor der Geistlichen hinter einem Torgitter, von wo aus die Visitandinnen dem Gottesdienst assistierten, und besonders die Kapelle mit dem reichen barocken Dekor. Man betritt diese über einen langen überwölbten Korridor, der aus dem Chor der Geistlichen herauskommt, aufgepfropft im Winkel auf die Kapelle, damit die Geistlichen unsichtbar für die Kirchenbesucher in der Kapelle sind. Der Legende nach soll Jeanne de Chantal kniend zu den Füßen des Gitters am 16. Dezember 1622 der Tod von Franz von Sales offenbart worden sein.
Ein wahrhaftes Museum im Museum stellt die Kapelle, ein Juwel des französischen Barockes, dar. Die Wandmalereien wurden von dem Maler Toussaint Largeot zwischen 1662 und 1666 ausgeführt. Sie wurden anlässlich eines Festes zur Seligsprechung des Franz von Sales durch den Jesuitenpater Claude-François Ménestrier. An der Decke kann man zahlreiche religiöse Szenen sehen, die den Betrachter des 17. Jahrhunderts spirituell unterwiesen. Unter ihnen befindet sich auch eine Szene mit der Grundsteinlegung des Klosters. Doch im Verlauf der Jahrhunderts ist die Bedeutung und der Sinn der Szenen in Vergessenheit geraten, was die Einrichtung einer interaktiven Multimediastation für die Besucher in den 2010er Jahren nötig machte, um ihnen einen Lektüreschlüssel für die Erzählung der Klostergründung des Orden von der Heimsuchung Mariens an die Hand zu geben. Außerdem bekam die Kapelle ein großes vergoldetes Holzretabel, dessen Ausführung 1622 begann. Es wurde dank der Großzügigkeit von François de Bonne de Créqui, Gouverneur von Grenoble und Enkel von Lesdiguières gestiftet. Der Altar wurde ein Jahrhundert später von dem toskanischen Bildhauer Francois Tanzi im Jahr 1747 anlässlich der Seligsprechung von Jeanne de Chantal realisiert. In einer kleinen seitlichen Kapelle sind Malereien mit dem Leben des Franz von Sales zu sehen.
Die barocke Kapelle wurde am 19. Juni 1962 zum monument historique.

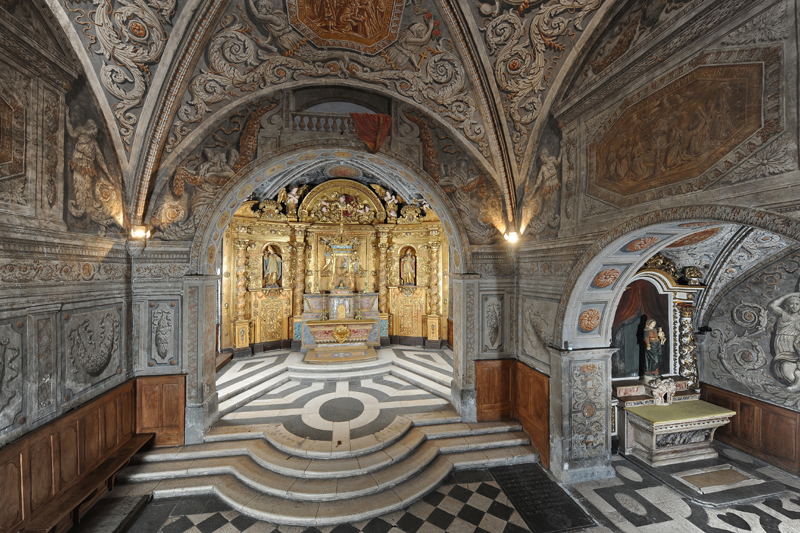
Die Kapelle Sainte-Marie d'en-Haut.
Der Chor der Kapelle und die Gewölbemalereien.
Der Hauptaltar im Chor und sein Retabel.
Das Gewölbe und die barocken Malereien im Kirchenschiff.
Schiff der Kapelle.
Detail des Deckenbildes.

### Turm von Notre-Dame-d’en-Haut
Im Jahr 1890 beauftragten die Grenobler den Architekten Alfred Berruyer, Urheber der Basilika von Salette, damit dieser einen 30 Meter hohen Turm an die Kapelle baute. Er sollte von einer vergoldeten Marienstatue von 3,6 m Höhe und 1,8 Tonnen schwer überhöht werden. Unter der monumentalen Statue befanden sich vier Statuen in Nischen, die 1,2 Meter hoch waren. Sie stellten die Heiligen der Stadt (den heiligen Bruno, heiligen Ferjus, heiligen Franz von Sales und heiligen Hugo von Grenoble) dar. Das Ensemble wurde am 25. Oktober 1891 durch den Bischof Armand-Joseph Fava eingeweiht. Einige Jahrzehnte später erzeugte das neue Gebäude einige gefährliche Risse im Gewölbe der Kapelle und es drohte der Einsturz. Das war der Grund für den Abbruch des Turms, der 1935 beschieden wurde und beschlossen am 18. Januar 1936. Aber die vier Skulpturen verschwanden, einzig die von Franz von Sales wurde 2007 in der Rue Thiers im Garten der Clinique des Bains gefunden.

### Die Gärten

#### Klostergarten
Der Garten des Klosters ist repräsentativ für die Gärten des 17. Jahrhunderts mit ihren um vier quadratische Rasenstücke organisierten Buchsbaumhecken. Im Zentrum befindet sich eine Sonnenuhr aus dem Jahr 1793, die 1968 dort abgestellt wurde. Eine weitere gallorömische Sonnenuhr wird in einer Arkade ausgestellt. Sie ist in Stein gehauen und spiegelt das himmlische Gewölbe mit den 12 Stunden des Tages wider, vom Sonnenaufgang bis zum Sonnenuntergang. Ein anderes Alltagsobjekt ist hier ausgestellt. Ein Kornmaß aus Stein, das auf Voreppe stammt, aus der Zeit der Zählkammer des Dauphiné. Diese wurde auf diesen Marktflecken im Jahr 1471 errichtet, um der Kontrolle der genutzten Maße zu dienen. Die Epitaphien aus der gallorömischen Periode von Cularo sind in den Arkaden des Klosters untergebracht und stammen aus dem ersten archäologischen Museum von Grenoble aus dem Jahr 1853.

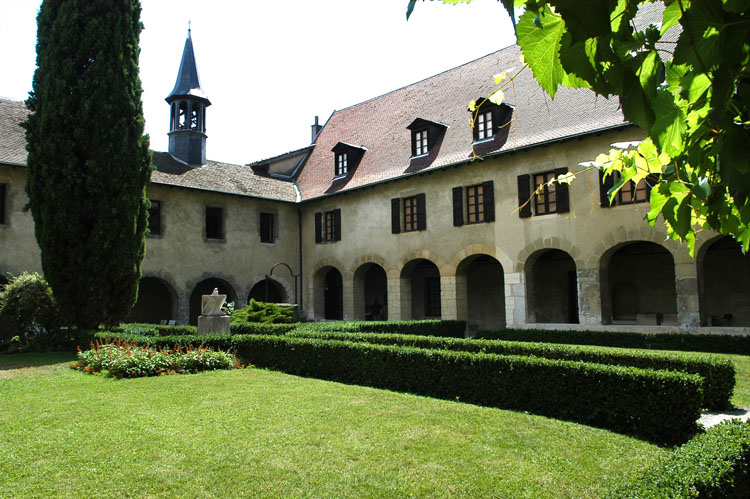
Garten im Kreuzgang des Klosters.
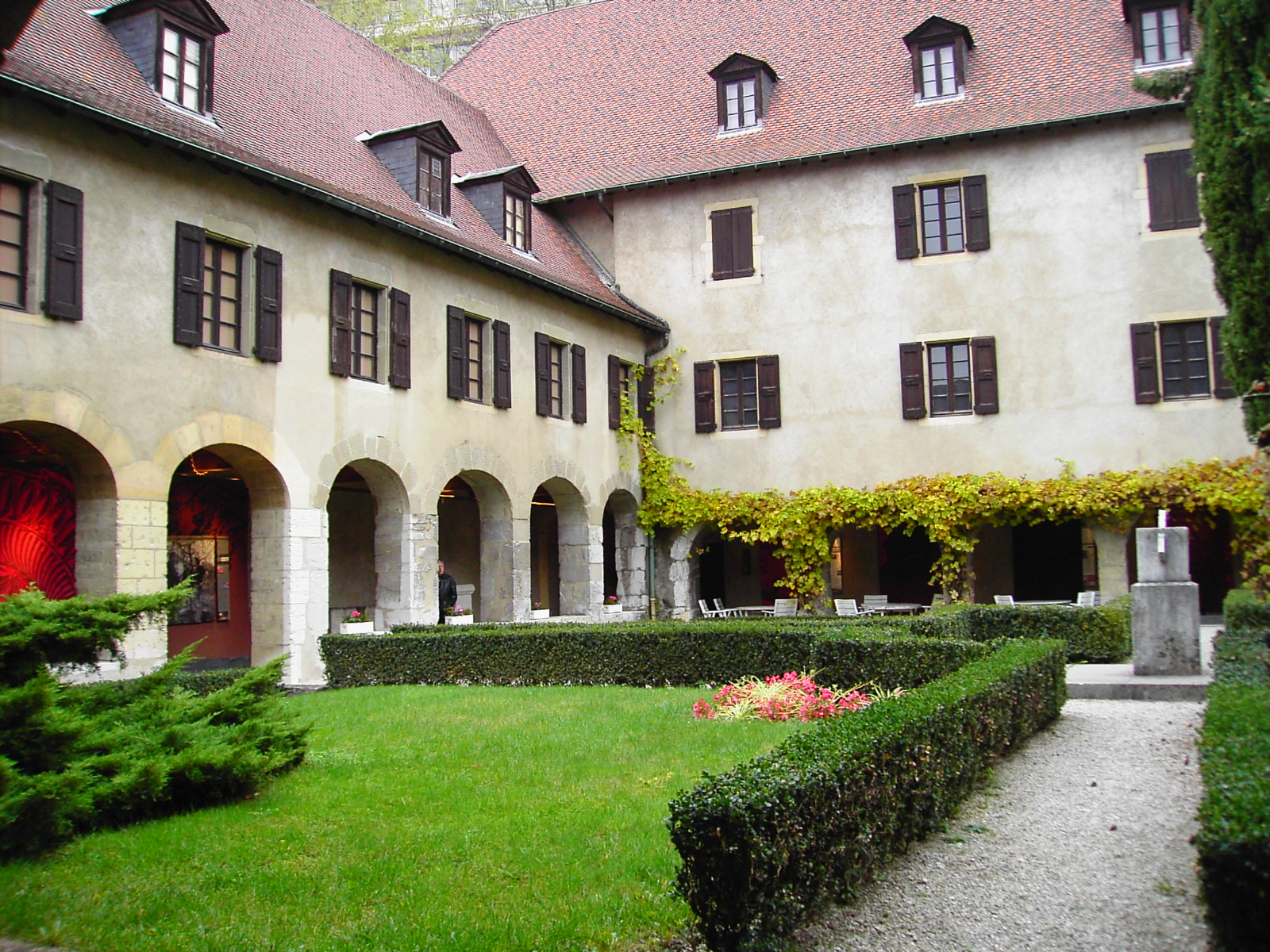
Andere Ansicht des Gartens im Kreuzgang.
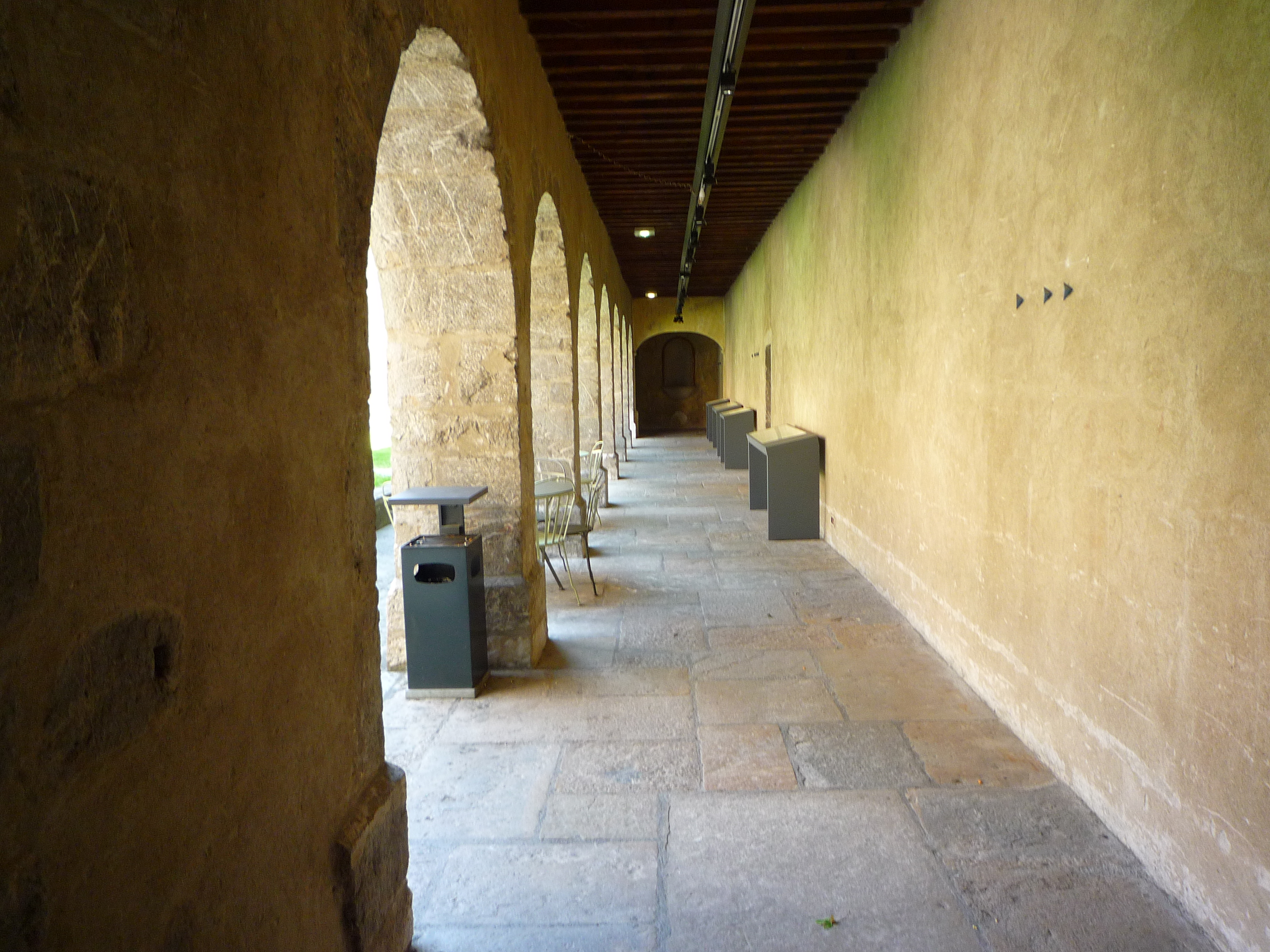
Ein Gang des Kreuzgangs.
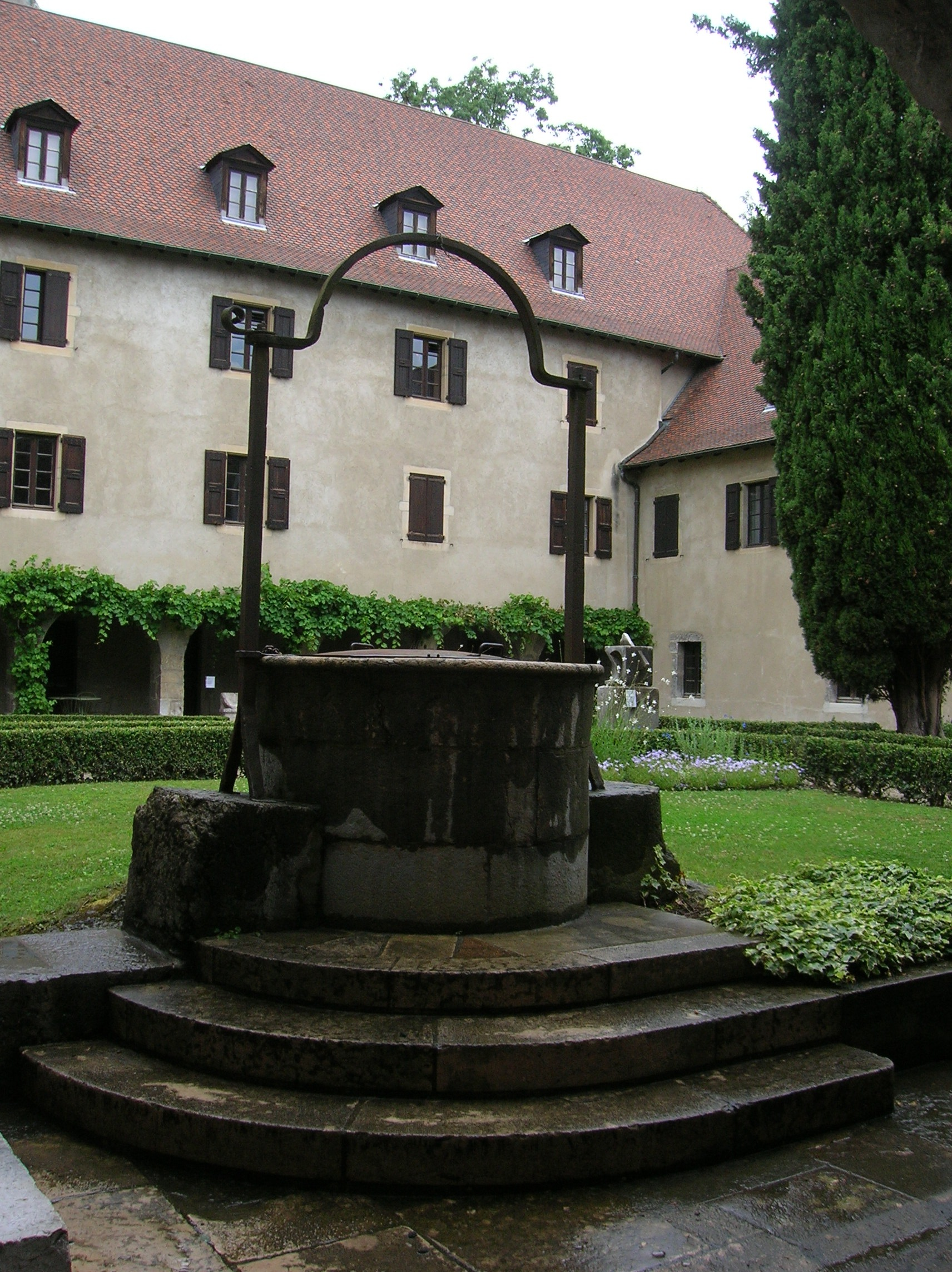
Der Brunnen des Kreuzgangs.

#### Terrassengarten
Im Osten des Museums erstrecken sich mehrere Terrassengärten entlang des Montee de chalemont. Einst waren die Hänge mit Wein und Gemüse bepflanzt, doch heute bieten sie den Besuchern einen wunderbaren ungefähr 30 Meter weiten Ausblick über die Altstadt.
Die Terrassen und auch die Gebäude des Klosters sind seit dem 3. November 1965 als monument historique gelistet.

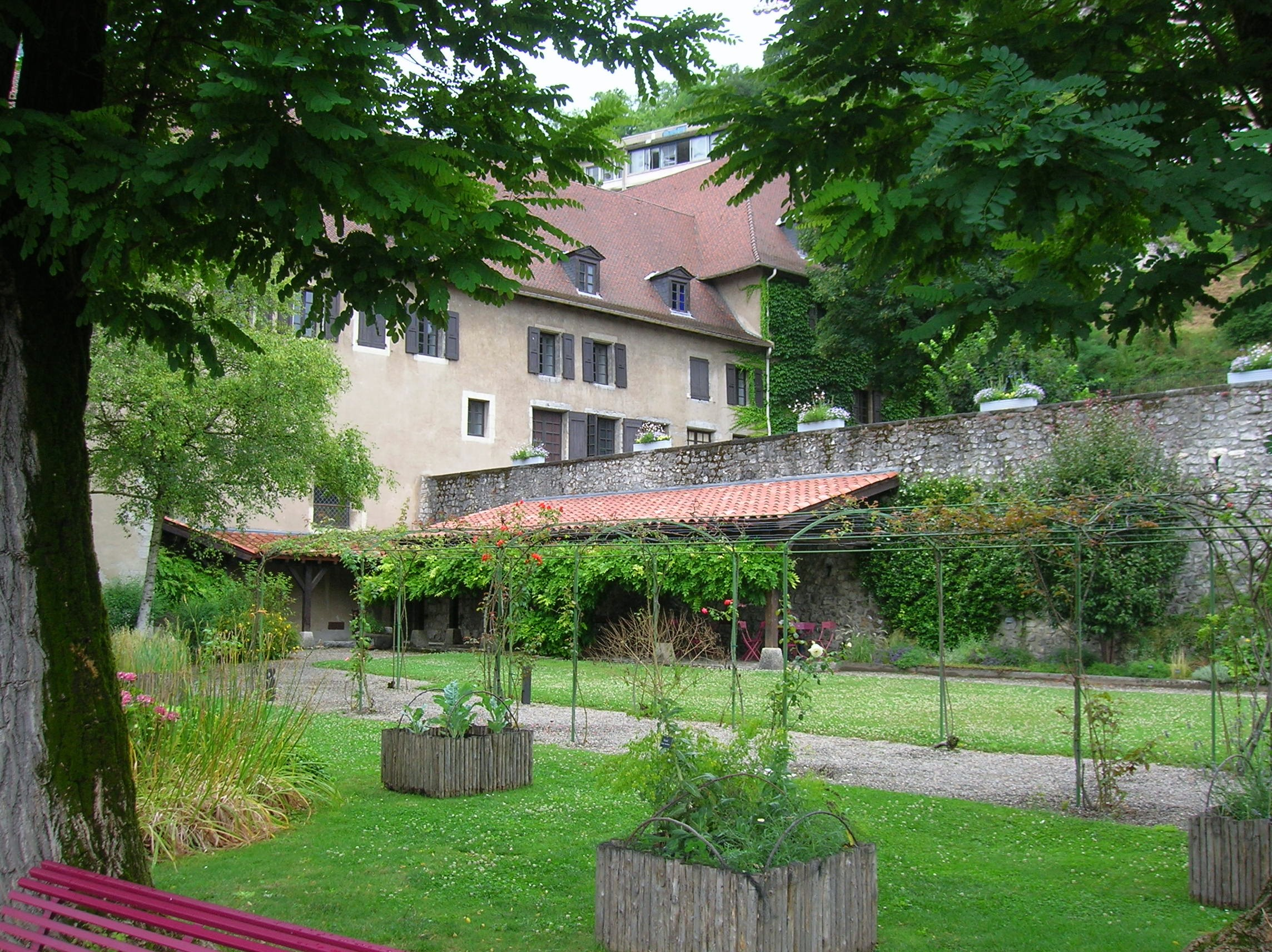
Einer der Terrassengärten.
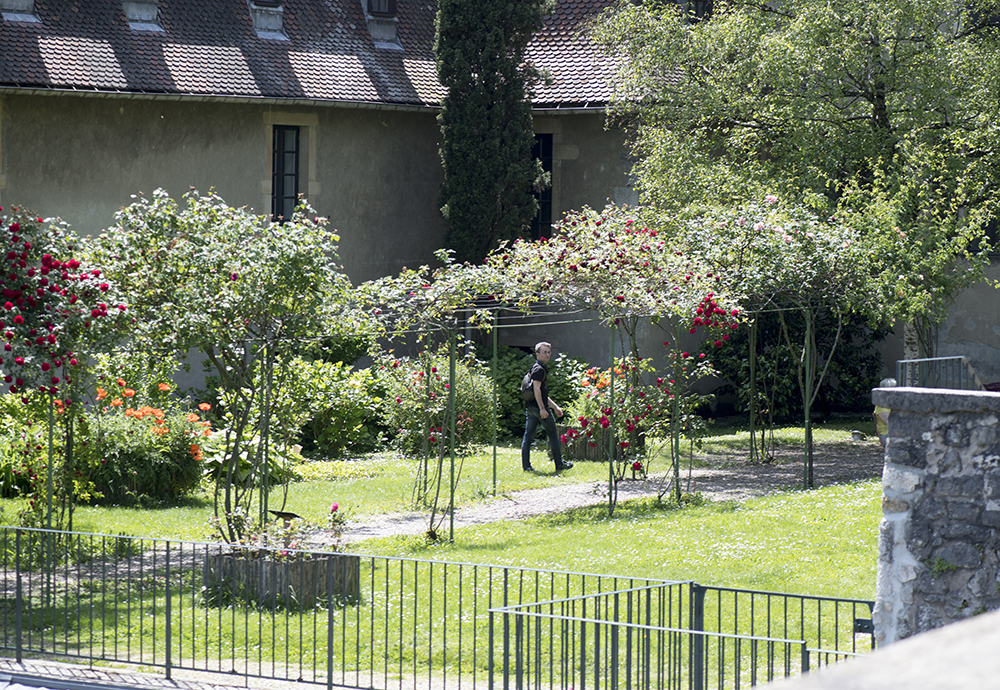
Ein anderer Terrassengarten.
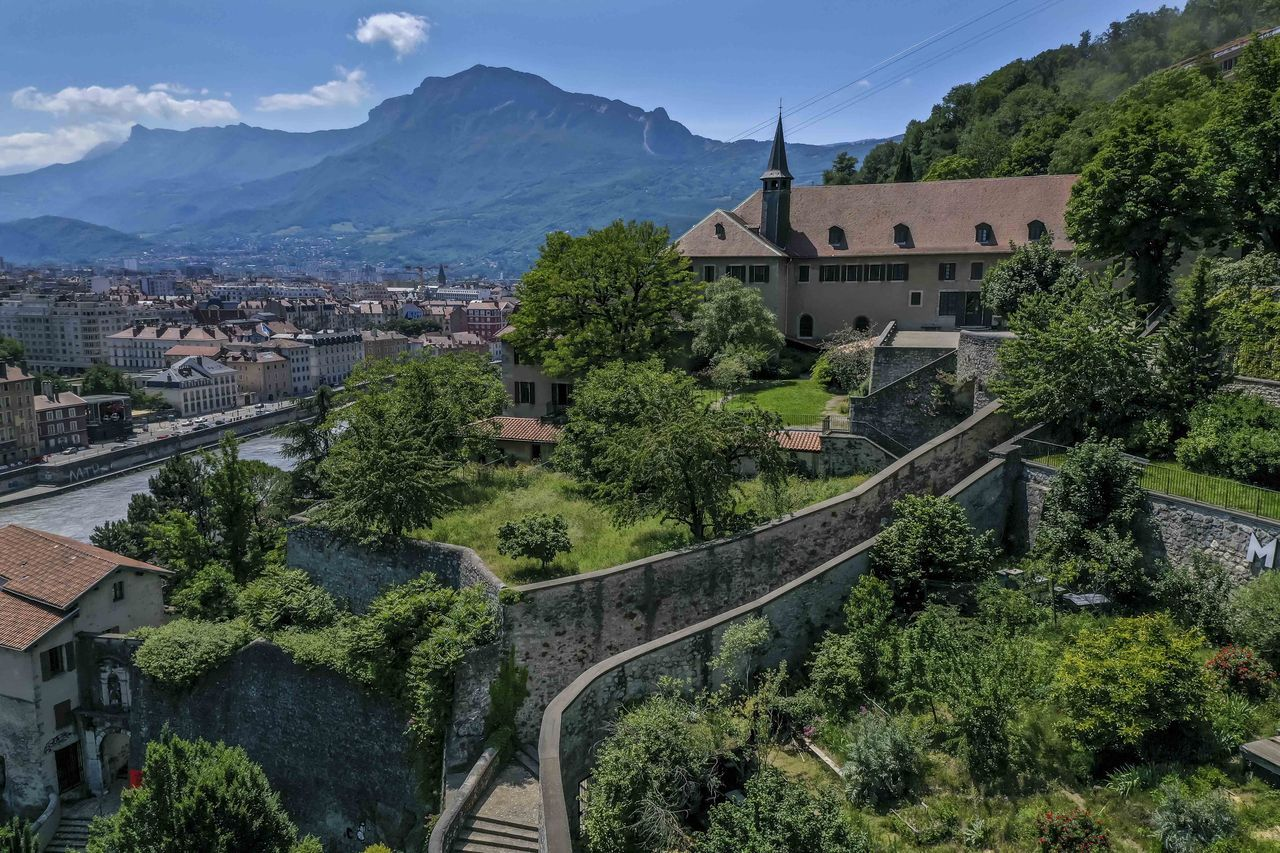
Die Terrassengärten mit dem Vercors im Hintergrund.
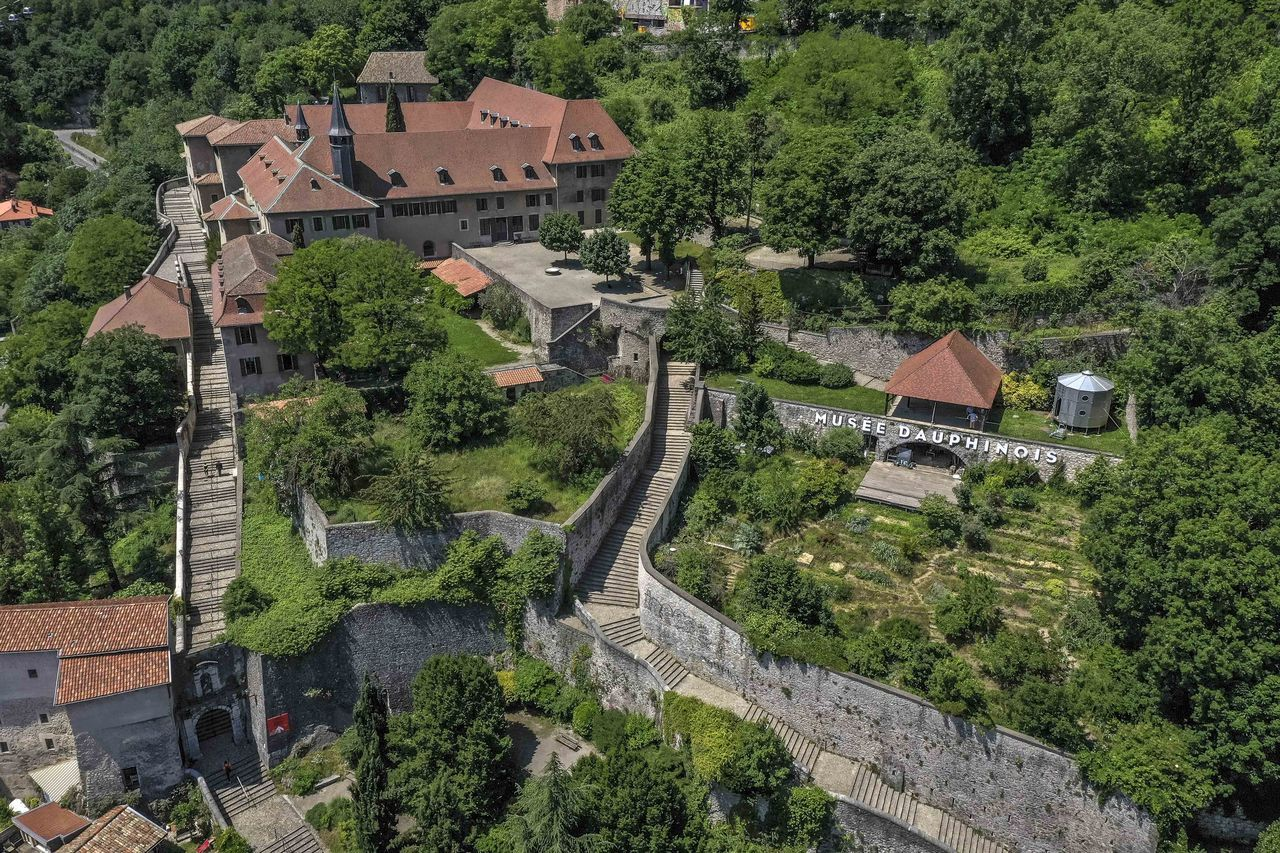
Ansicht des Klosterensembles mit Gärten.

### Kanzel
Die aus Holz geschnitzte Kanzel aus dem 17. Jahrhundert wurde von den Visitandinnen von Sainte-Marie-d’en Haut ins Depot der Kirche von Franz von Sales in Grenoble gebracht, in jener Zeit, als sie das Kloster verließen.

## Galerie

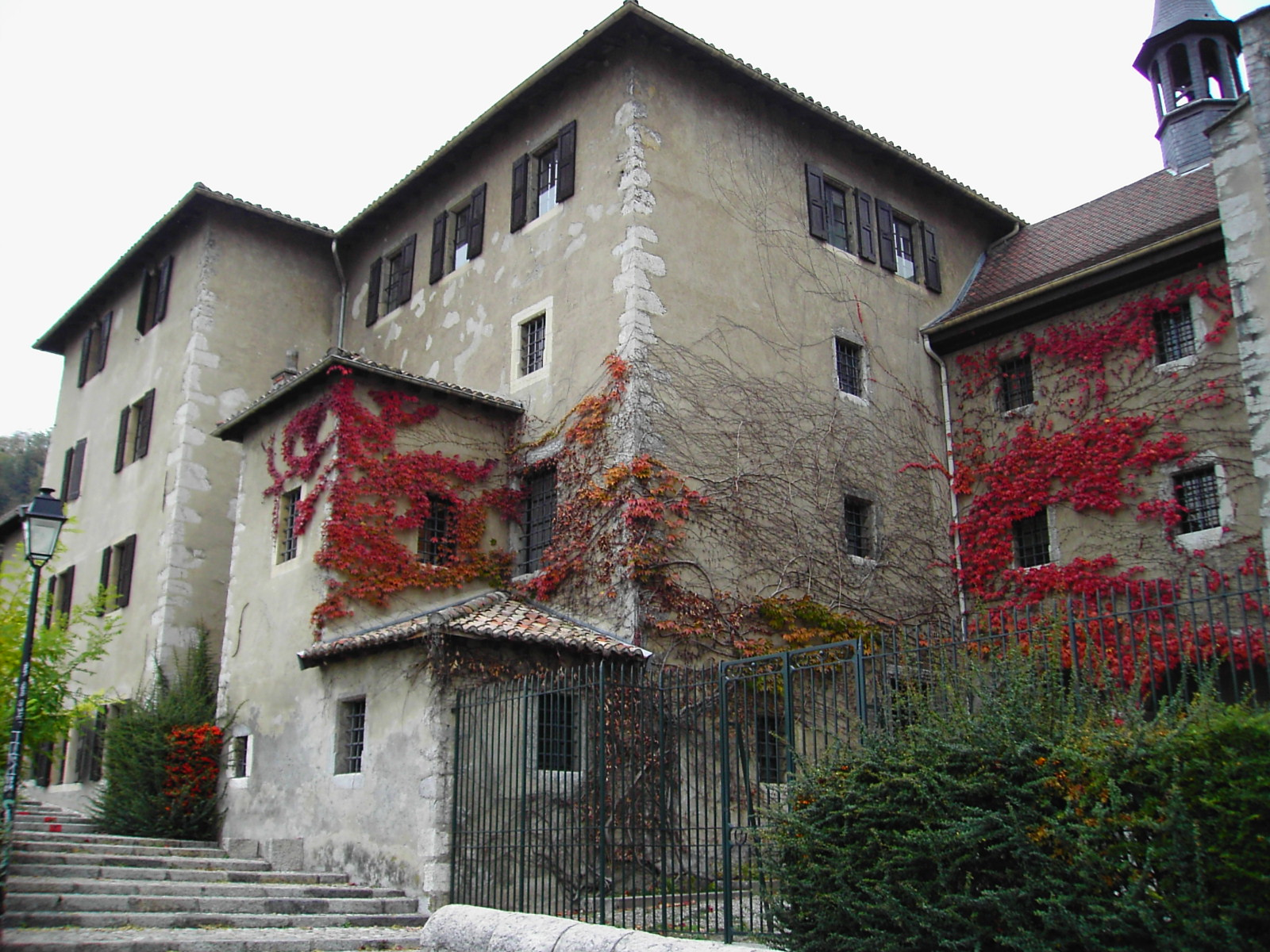
Die Gebäude des Klosters von dem montée de Chalemont.
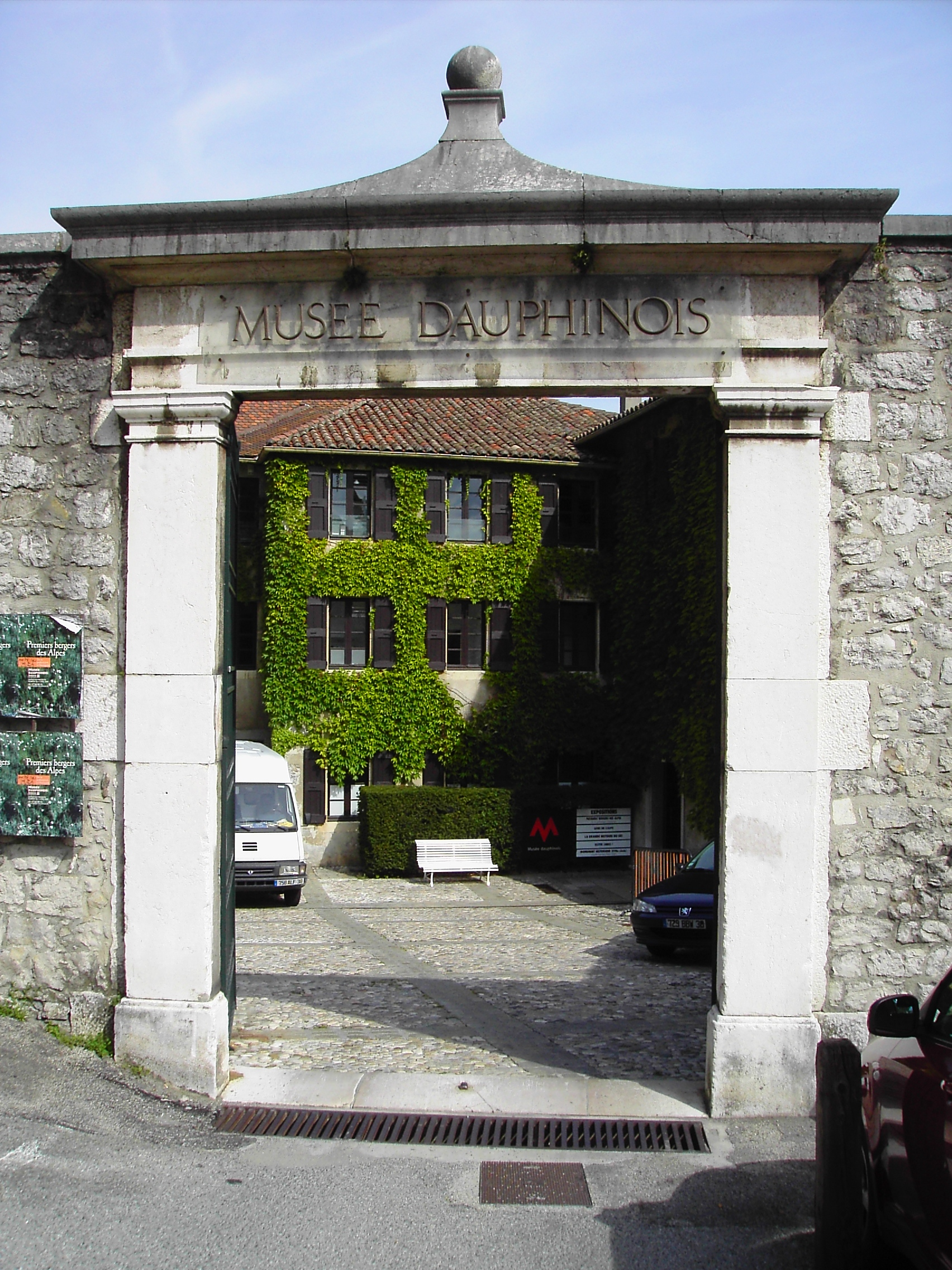
Die Eingangspforte von der Rue Maurice-Grignoux.
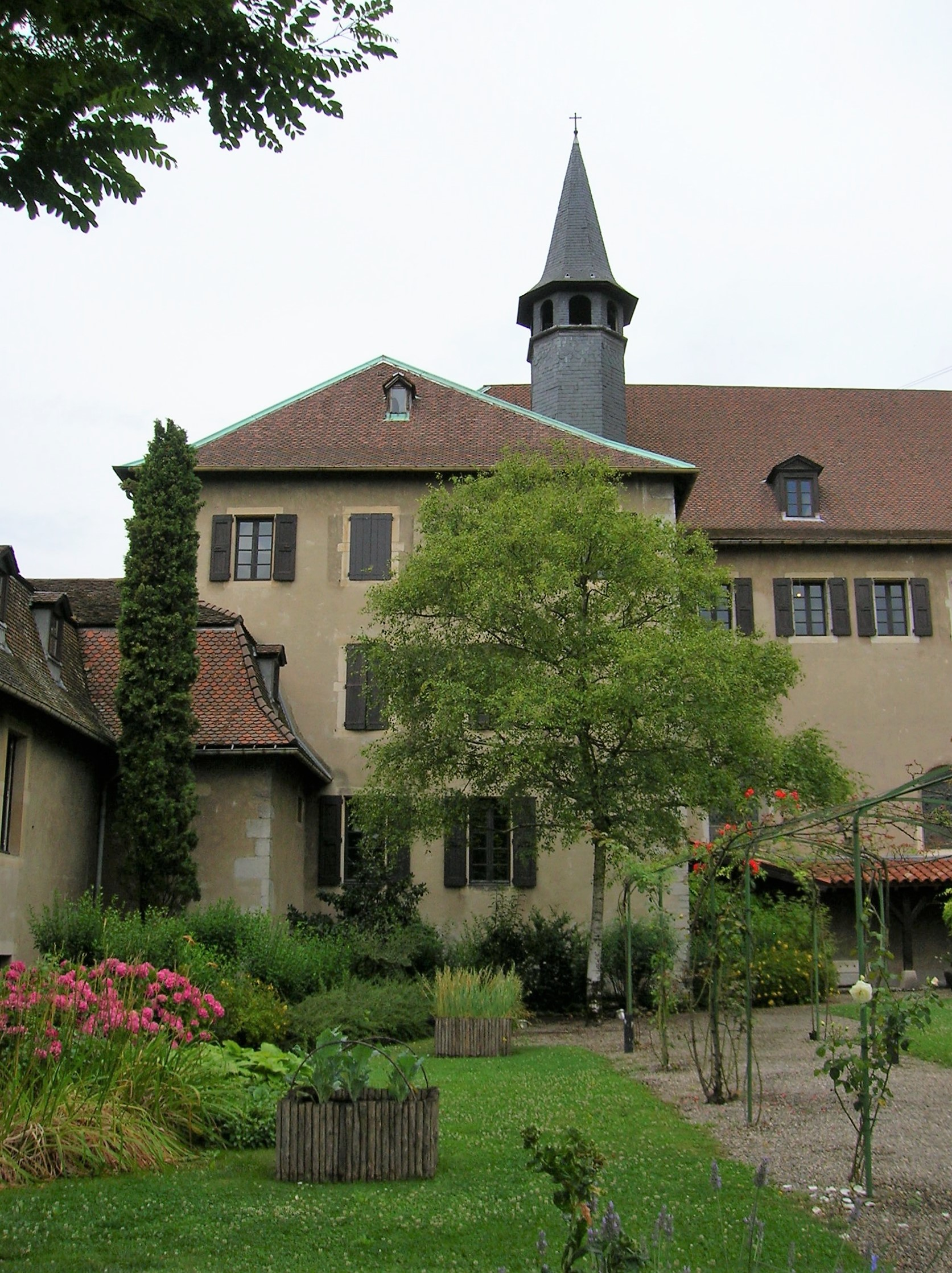
Der Turm und Garten.
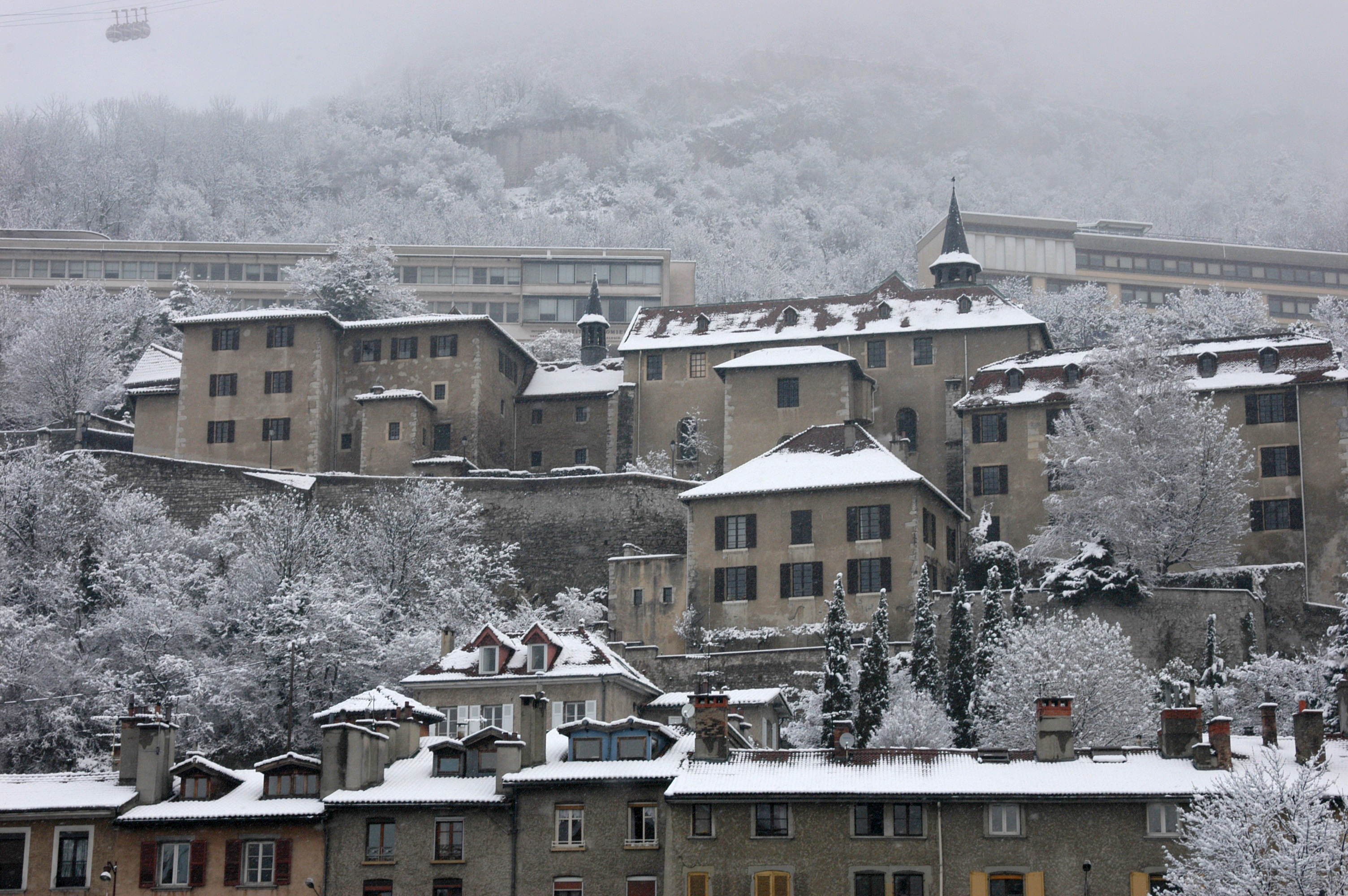
Die Gebäude des Klosters im Jahr 2005.

## Bibliographie
- Spillemaecker Chantal, Sainte-Marie d’en-Haut à Grenoble. Quatre siècles d’histoire. Ed. Département de l'Isère - Musée dauphinois, 2010, ISBN 978-2-35567-041-1